# Tiger (1928)
Pour les articles homonymes, voir Tiger.
Le Tiger est un torpilleur de la classe Type 1924 de la Reichsmarine puis de la Kriegsmarine.

## Histoire
Ce navire et ses sister-ships Jaguar, Leopard et Luchs sont lancés le 15 mars 1928 après un discours de baptême de l'amiral Iwan Oldekop. Le baptême est donné par l'ancien commandant de la canonnière SMS Tiger, Karl von Bodecker.
Après sa mise en service le 15 janvier 1929, le Tiger subit des essais jusqu'en juin. Entre avril et juin 1930, il fait un voyage en mer Méditerranée, faisant escale à Vigo, Almería, Catane, Split, Lisbonne et dans d'autres ports. À l'automne 1932, il va en mer Baltique, s'arrête à Helsinki et à Riga. En 1934, il fait plusieurs entraînements dans les eaux norvégiennes. En septembre 1936, le bateau vient brièvement au large de l'Espagne pour participer au blocus. Il revient en novembre et décembre 1936. En mai 1937, le Tiger est le navire de tête pour le voyage vers Kiel de l'aviso Grille, après avoir été présent au lancement du Wilhelm Gustloff. En juin et juillet 1937, il repart dans les eaux espagnoles. De retour en Allemagne, le navire est mis hors service le 17 juillet 1937.
Le Tiger est remis en service le 10 décembre 1937 en remplacement du Seeadler et sert à la formation des équipages des destroyers. En mars 1938, il va en Espagne en compagnie de l'Iltis et du Wolf. Il revient en Allemagne au mois de juillet. En août 1939, le Tiger prend part à la surveillance du trafic maritime dans la mer Baltique.
Le Tiger entre en collision le 27 août à 3h15 du matin avec le destroyer Max Schultz et coule en quelques minutes. Deux membres d'équipage perdent la vie.

## Commandement
| 15 janvier 1929 à septembre 1929  | Oberleutnant zur See Hans-Joachim Gadow                 |
| Septembre 1929 à octobre 1931     | Kapitänleutnant Günther Gumprich (de)                   |
| Octobre 1931 à septembre 1933     | Oberleutnant zur See / Kapitänleutnant Friedrichs       |
| Septembre 1933 à septembre 1935   | Oberleutnant zur See / Kapitänleutnant Max-Eckart Wolff |
| Septembre 1935 au 17 juillet 1937 | Kapitänleutnant Hugo Förster                            |
| 10 décembre 1937 à janvier 1938   | Kapitänleutnant Günther Wachsmuth                       |
| Février 1938 au 27 août 1939      | Kapitänleutnant Helmut Neuss                            |